# Résultats électoraux de Huntingdon
Les résultats électoraux de Huntingdon sont inscrits dans les tableaux ci-dessous. 
| Aller aux résultats d'une élection             |
| ---------------------------------------------- |
| 2003 • 2007 • 2008 • 2012 • 2014 • 2018 • 2022 |

## Résultats
|                                                                                               | Nom                  | Parti                    | Nombre de voix | %      | Maj.  |
| --------------------------------------------------------------------------------------------- | -------------------- | ------------------------ | -------------- | ------ | ----- |
|                                                                                               | Carole Mallette      | Coalition avenir         | 13 664         | 46,6 % | 9 450 |
|                                                                                               | Jean-Claude Poissant | Libéral                  | 4 214          | 14,4 % | -     |
|                                                                                               | François Gagnon      | Conservateur             | 3 923          | 13,4 % | -     |
|                                                                                               | Nathan Leblanc       | Parti québécois          | 3 522          | 12 %   | -     |
|                                                                                               | Emmanuelle Perras    | Québec solidaire         | 3 265          | 11,1 % | -     |
|                                                                                               | José Bro             | Vert                     | 367            | 1,3 %  | -     |
|                                                                                               | Raymond Frizzell     | Parti canadien du Québec | 339            | 1,2 %  | -     |
| Total                                                                                         | Total                | Total                    | 29 294         | 100 %  |       |
| Le taux de participation lors de l'élection était de 64,3 % et 384 bulletins ont été rejetés. |                      |                          |                |        |       |

|                                                                                               | Nom                         | Parti            | Nombre de voix | %      | Maj. |
| --------------------------------------------------------------------------------------------- | --------------------------- | ---------------- | -------------- | ------ | ---- |
|                                                                                               | Claire IsaBelle             | Coalition avenir | 10 893         | 37,7 % | 711  |
|                                                                                               | Stéphane Billette (sortant) | Libéral          | 10 182         | 35,2 % | -    |
|                                                                                               | Aiden Hodgins-Ravensbergen  | Québec solidaire | 3 676          | 12,7 % | -    |
|                                                                                               | Huguette Hébert             | Parti québécois  | 3 188          | 11 %   | -    |
|                                                                                               | Victoria Mary Haliburton    | Vert             | 444            | 1,5 %  | -    |
|                                                                                               | Jérémie Ouellette           | Conservateur     | 396            | 1,4 %  | -    |
|                                                                                               | Charles Orme                | NPD Québec       | 126            | 0,4 %  | -    |
| Total                                                                                         | Total                       | Total            | 28 905         | 100 %  |      |
| Le taux de participation lors de l'élection était de 67,6 % et 508 bulletins ont été rejetés. |                             |                  |                |        |      |

|                                                                                               | Nom                         | Parti                | Nombre de voix | %      | Maj.  |
| --------------------------------------------------------------------------------------------- | --------------------------- | -------------------- | -------------- | ------ | ----- |
|                                                                                               | Stéphane Billette (sortant) | Libéral              | 14 115         | 48,6 % | 7 240 |
|                                                                                               | Claire IsaBelle             | Coalition avenir     | 6 875          | 23,7 % | -     |
|                                                                                               | Huguette Hébert             | Parti québécois      | 5 893          | 20,3 % | -     |
|                                                                                               | Carmen Labelle              | Québec solidaire     | 1 490          | 5,1 %  | -     |
|                                                                                               | Louis-Paul Bourdon          | Parti des sans parti | 301            | 1 %    | -     |
|                                                                                               | Albert De Martin            | Conservateur         | 277            | 1 %    | -     |
|                                                                                               | Yann Labrie                 | Option nationale     | 113            | 0,4 %  | -     |
| Total                                                                                         | Total                       | Total                | 29 064         | 100 %  |       |
| Le taux de participation lors de l'élection était de 70,1 % et 424 bulletins ont été rejetés. |                             |                      |                |        |       |

|                                                                                               | Nom                         | Parti                  | Nombre de voix | %      | Maj.  |
| --------------------------------------------------------------------------------------------- | --------------------------- | ---------------------- | -------------- | ------ | ----- |
|                                                                                               | Stéphane Billette (sortant) | Libéral                | 11 896         | 39,6 % | 3 889 |
|                                                                                               | Géatan Arel                 | Parti québécois        | 8 007          | 26,7 % | -     |
|                                                                                               | Claire IsaBelle             | Coalition avenir       | 7 721          | 25,7 % | -     |
|                                                                                               | Carmen Labelle              | Québec solidaire       | 1 116          | 3,7 %  | -     |
|                                                                                               | Nicholas Roach              | Vert                   | 448            | 1,5 %  | -     |
|                                                                                               | Antoine-Marie Bourdon       | Coalition constituante | 312            | 1 %    | -     |
|                                                                                               | Éric Paré                   | Option nationale       | 289            | 1 %    | -     |
|                                                                                               | Maxime Collette             | Conservateur           | 181            | 0,6 %  | -     |
|                                                                                               | Steven Gomory               | Union citoyenne        | 70             | 0,2 %  | -     |
| Total                                                                                         | Total                       | Total                  | 30 040         | 100 %  |       |
| Le taux de participation lors de l'élection était de 73,3 % et 385 bulletins ont été rejetés. |                             |                        |                |        |       |

|                                                                                               | Nom                        | Parti               | Nombre de voix | %      | Maj.  |
| --------------------------------------------------------------------------------------------- | -------------------------- | ------------------- | -------------- | ------ | ----- |
|                                                                                               | Stéphane Billette          | Libéral             | 11 329         | 44,3 % | 4 305 |
|                                                                                               | Joan Gosselin              | Parti québécois     | 7 024          | 27,5 % | -     |
|                                                                                               | Albert De Martin (sortant) | Action démocratique | 6 431          | 25,2 % | -     |
|                                                                                               | Stéphane Thellen           | Québec solidaire    | 774            | 3 %    | -     |
| Total                                                                                         | Total                      | Total               | 25 558         | 100 %  |       |
| Le taux de participation lors de l'élection était de 57,8 % et 449 bulletins ont été rejetés. |                            |                     |                |        |       |

|                                                                                               | Nom                     | Parti               | Nombre de voix | %      | Maj.  |
| --------------------------------------------------------------------------------------------- | ----------------------- | ------------------- | -------------- | ------ | ----- |
|                                                                                               | Albert De Martin        | Action démocratique | 13 113         | 42,8 % | 3 439 |
|                                                                                               | André Chenail (sortant) | Libéral             | 9 674          | 31,5 % | -     |
|                                                                                               | Éric Pigeon             | Parti québécois     | 6 926          | 22,6 % | -     |
|                                                                                               | Marc Pronovost          | Québec solidaire    | 669            | 2,2 %  | -     |
|                                                                                               | Jean Siouville          | Indépendant         | 281            | 0,9 %  | -     |
| Total                                                                                         | Total                   | Total               | 30 663         | 100 %  |       |
| Le taux de participation lors de l'élection était de 70,9 % et 354 bulletins ont été rejetés. |                         |                     |                |        |       |

|                                                                                               | Nom              | Parti               | Nombre de voix | %      | Maj.  |
| --------------------------------------------------------------------------------------------- | ---------------- | ------------------- | -------------- | ------ | ----- |
|                                                                                               | André Chenail    | Libéral             | 15 512         | 52,5 % | 7 210 |
|                                                                                               | François Boileau | Parti québécois     | 8 302          | 28,1 % | -     |
|                                                                                               | Michel Lavoie    | Action démocratique | 5 261          | 17,8 % | -     |
|                                                                                               | Kenneth          | Bloc pot            | 452            | 1,5 %  | -     |
| Total                                                                                         | Total            | Total               | 29 527         | 100 %  |       |
| Le taux de participation lors de l'élection était de 72,4 % et 414 bulletins ont été rejetés. |                  |                     |                |        |       |

## Note
1. ↑  DGEQ, « Résultats élections Québec 2022 », sur electionsquebec.qc.ca (consulté le 22 octobre 2022)
2. ↑  DGEQ, « Résultats élections Québec 2018 », sur electionsquebec.qc.ca (consulté le 14 mai 2019)
3. ↑  André Chenail était, avant l'élection de 2003, député de Beauharnois-Huntingdon.